# Rue des Sources (Antony)
Pour les articles homonymes, voir Rue des Sources.
La rue des Sources est une voie de la commune française d'Antony dans les Hauts-de-Seine.

## Situation et accès
La rue des Sources relie la rue du Colonel-Fabien à la rue du Moulin.
Elle croise notamment l'avenue François-Molé, puis marque le début de la rue Roger-Salengro.
Cette voie a la particularité d'être très en pente, passant de la cote 80 à la cote 53 en quelques centaines de mètres.

## Origine du nom
Le 8 décembre 1922, le conseil municipal décide de lui donner le nom de « rue des Sources ».

## Historique
La rue des Sources est l'un des plus anciens chemins d'Antony : c'est le chemin rural no 8 d'une longueur de 1 140 mètres. Ce chemin menait au moulin banal et s'appelait la « voie du Moulin ».
L'impasse des Sources est une petite rue de 89 mètres de long, ouverte le long de la coulée verte du TGV pour desservir quelques pavillons. Elle donne dans la rue des Sources prolongée.
La rue des Sources prolongée est l'ancienne voie verte du Moulin, chemin rural no 9 d'une longueur de 250 mètres. Elle prolonge la rue des Sources après l'interruption due au creusement de la tranchée de la ligne d'Ouest-Ceinture à Chartres, déclassée en 1953. Elle longe maintenant la promenade départementale des Vallons-de-la-Bièvre dit « coulée verte » et se termine dans l'avenue du Bois-de-Verrières.

## Bâtiments remarquables et lieux de mémoire
C'est au no 1 de cette voie que François-René Molé, sociétaire de la Comédie-Française, avait sa propriété. La propriété est toujours privée, en cours de restauration en 2022. Elle est partiellement inscrite depuis le 24 mai 1974 à l'inventaire des monuments historiques,.

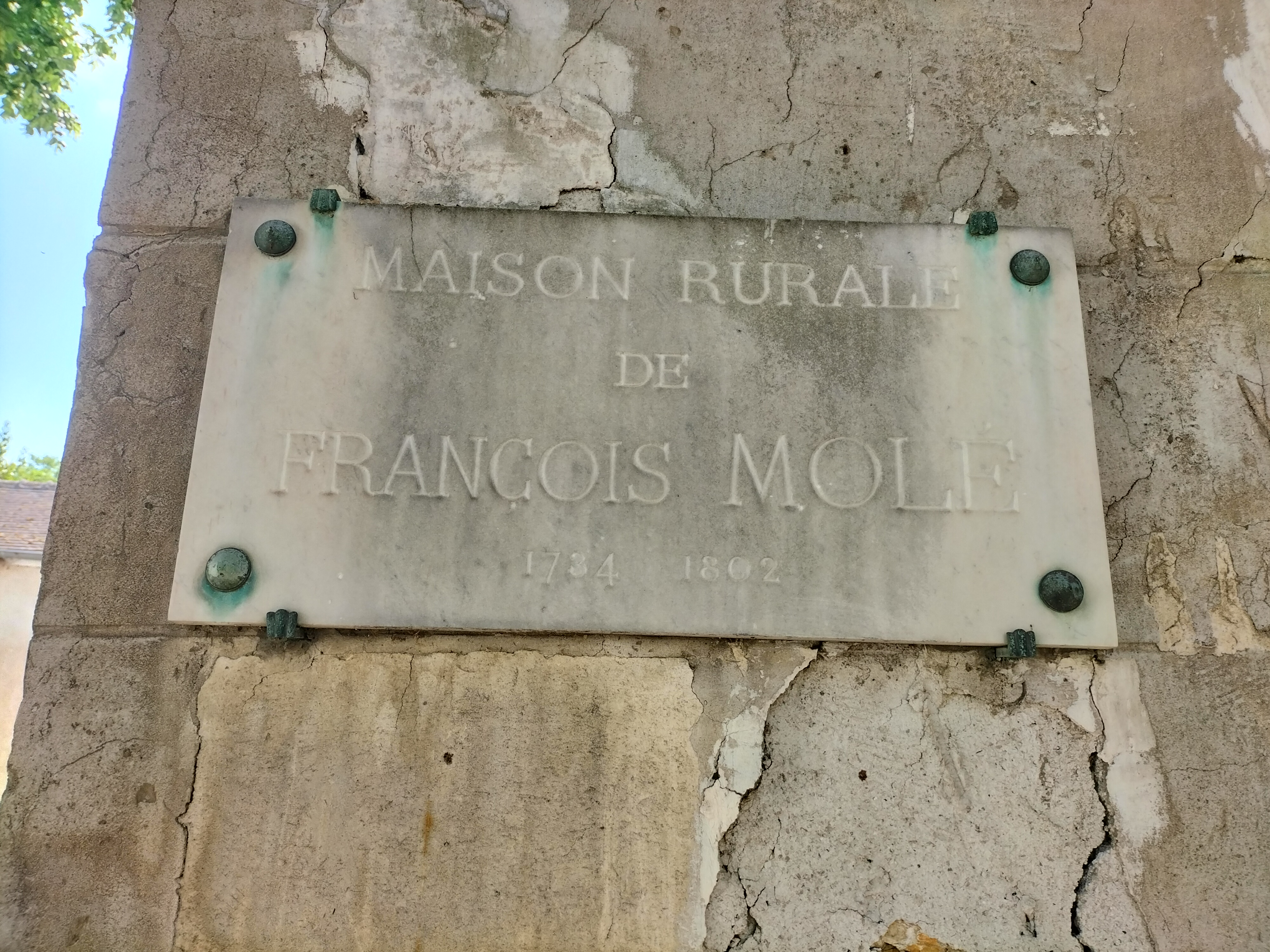
Plaque à gauche de la porte d'entrée.
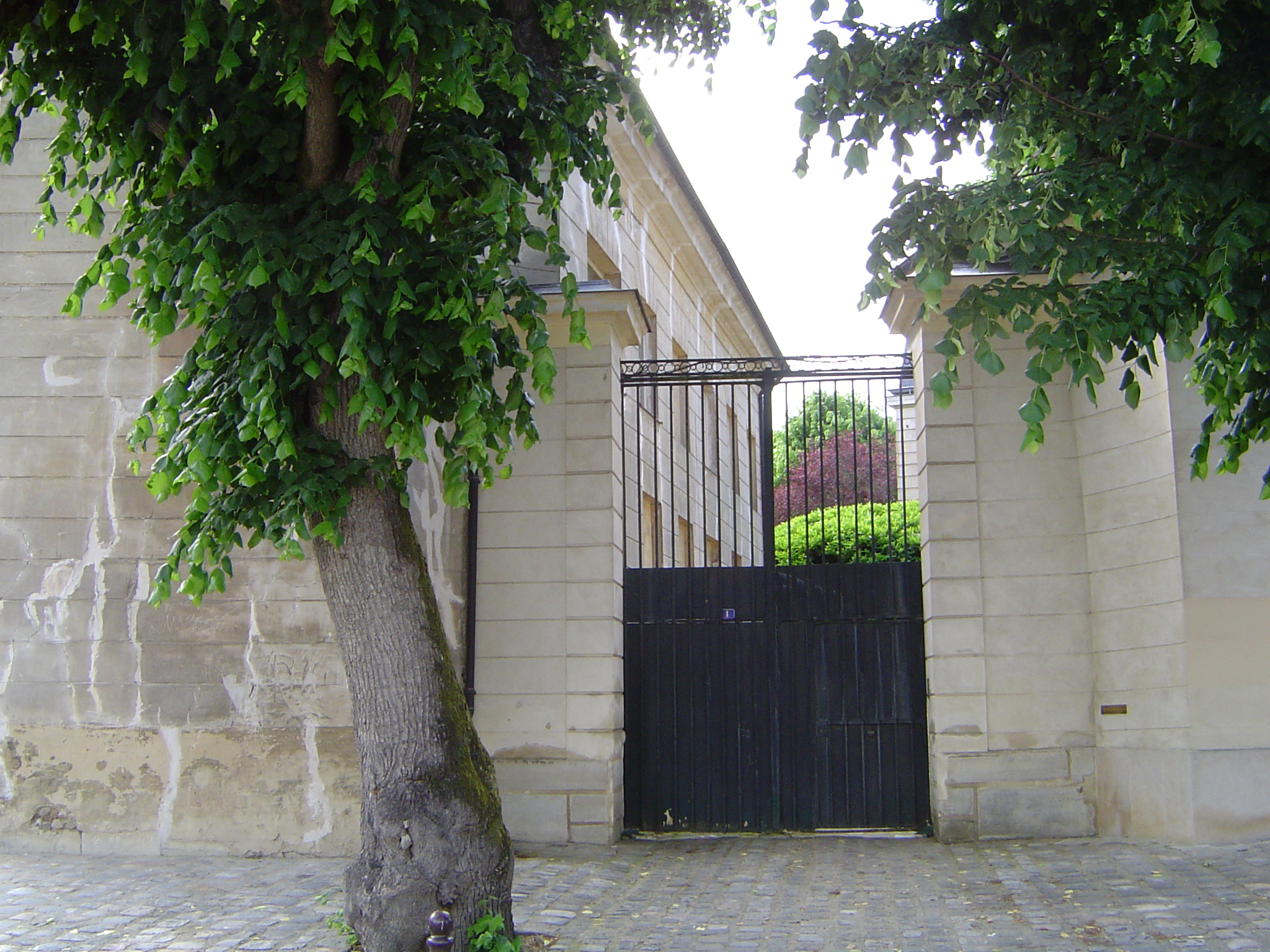
Entrée de la propriété, au no 1.
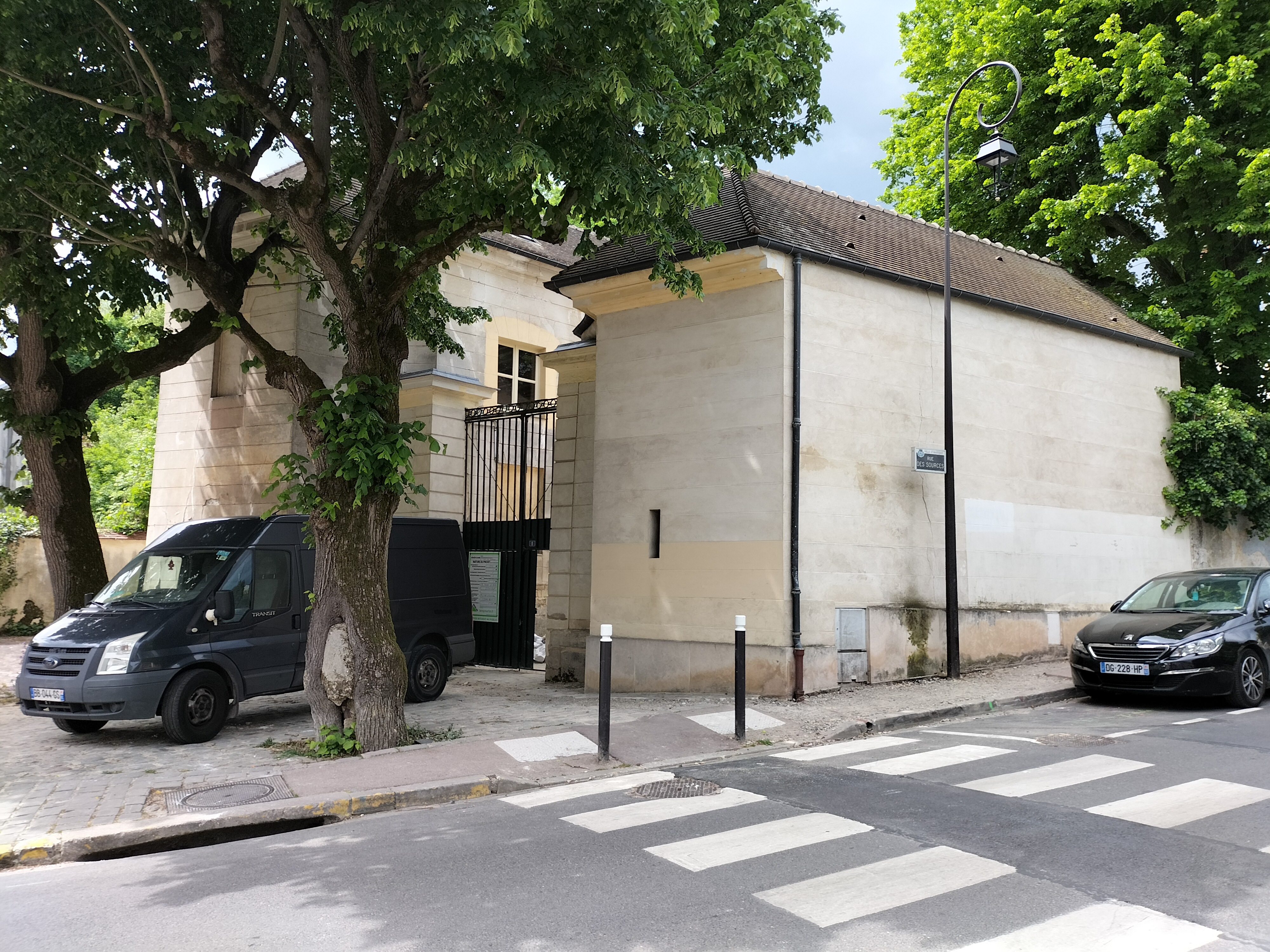
Entrée de la propriété, au no 1.
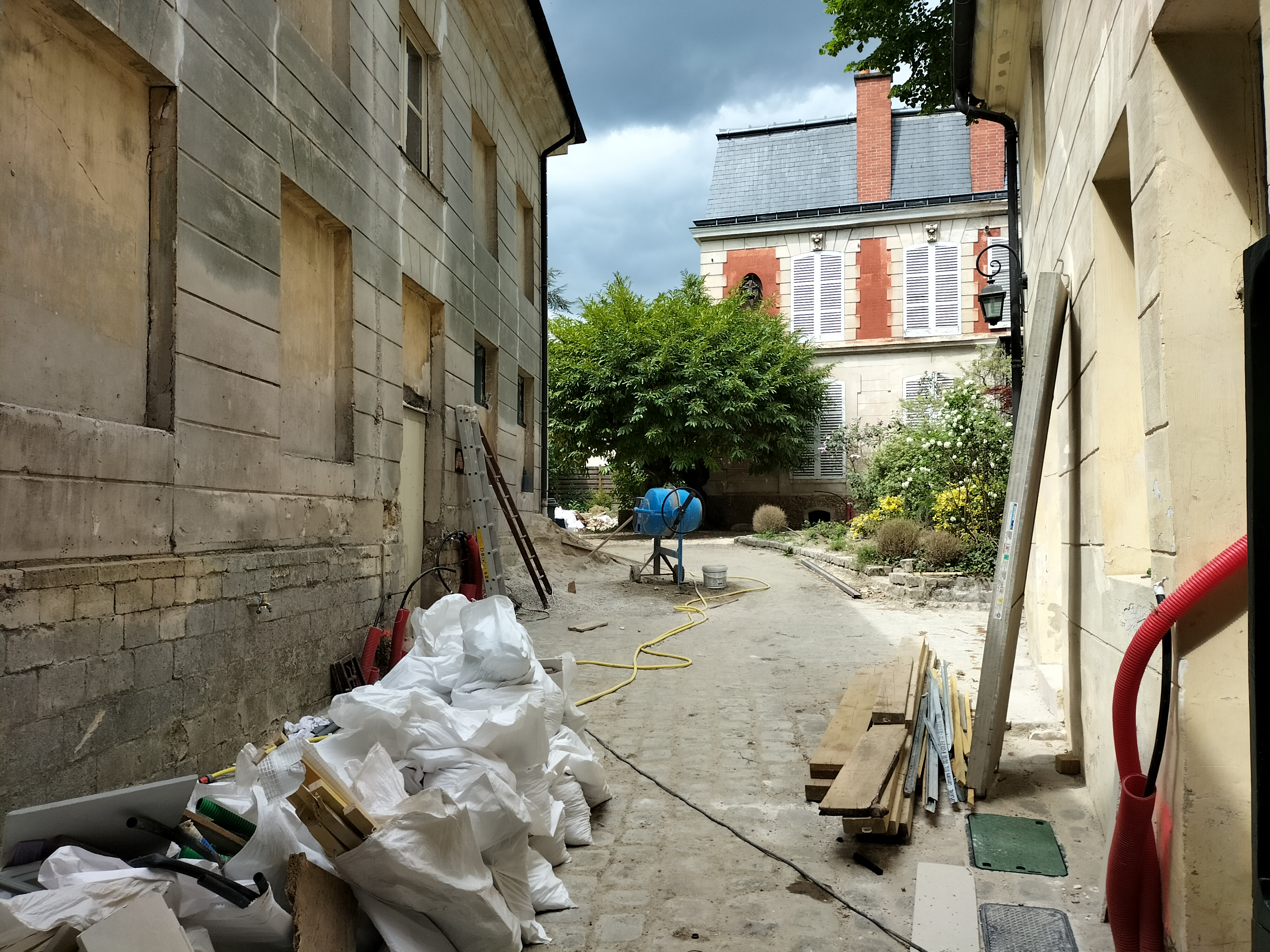
Travaux de restauration en cours, mai 2022.